# شرف‌الدین طوسی
شرف‌الدین مظفر بن محمد بن مظفر توسی یا شرف الدین مسعودی (۱۱۳۵–۱۲۱۳میلادی) ریاضی‌دان و ستاره‌شناس مشهور خراسانی و از اعضای دارالحکمه است. وی ابداع کننده مفهوم «تابع ریاضیاتی f(x)» و مخترع «روش محاسبات عددی برای حل معادله درجه سوم» است.

## زندگی
او دانشهای اولیه رادر توس فراگرفت و به شهرهایی چون دمشق، موصل و بغداد مسافرت کرد و به تحصیل و تدریس علوم پرداخت و شاگردانی چون کمال الدین ابن یونس را پرورش داد. که او هم استاد نصیر الدین طوسی بود. شرف‌الدین در اواخر عمر در نیشابور مدرسه نظامیه (خداوند الموت) زندگی می‌کرد. وی از دعاه بزرگ مذهب اسماعیلی بود و از این روی با خدعه یکی از مدرسان مدرسه نظامیه نیشابور و به فرمان خواجه نظام الملک طوسی به دار آویخته شد و جسدش را در بیابان رها کردند.
مهم‌ترین اثر به جامانده از او کتاب فی المعادلات است که به کتاب جبر و مقابلهٔ شرف‌الدین توسی مشهور است. که از جهت تاریخ علم جبر اهمیت زیادی دارد. تا قبل از بررسی این کتاب دانشمندان حل معادلات درجه سوم را به خیام نسبت می‌دادند. او در این کتاب این معادلات را بررسی کرده است.

## دستاوردها

### مفهوم تابع f(x)
وی اولین کسی است که مفهوم «تابع ریاضیاتی» را ۵ قرن قبل از لایبنیتز بیان کرد

تابع درجه سوم مشابه آنچه شرف الدین مطرح کرد

هنگامی که بدنبال یافتن امکان وجود ریشه‌های مثبت و حقیقی برای معادله درجه سوم می‌گشت این معادله را برابر با مقدار ثابت قرار داد و در مورد آن مقدار ثابت و ارتباط آن با ریشه‌های معادله بحث کرد که بدین ترتیب اولین دانشمندی شد که مفهوم تابع را وارد ریاضیات کرد

### محاسبات عددی
وی اولین کسی است که معادله درجه سوم را به «روش محاسبات عددی رافینی - هورنر» ۵ قرن قبل از رافینی و هورنر حل کرد.

### بهبود اسطرلاب
از کارهای مشهور او این است که اصلاحاتی را در اسطرلاب انجام داده و توضیحات آن را در کتاب المسطح خود آورده است. به اسطرلاب اصلاح شده اسطرلاب خطی گویند که قطعه چوبی مدرج و به شکل عصا بوده به همین مسمی به آن عصای توسی گویند. او این اسطرلاب را با یک ریسمان دولا و یک خط‌کش سوراخ دار به کار می‌برده است